# Ruta Estatal de California 41
La Ruta Estatal de California 41, y abreviada SR 41 (en inglés: California State Route 41) es una carretera estatal estadounidense ubicada en el estado de California. La carretera inicia en el Oeste desde la SR 1     en Morro Bay hacia el Este en la SR 140  en el parque nacional de Yosemite. La carretera tiene una longitud de 298,7 km (185.594 mi).

## Mantenimiento
Al igual que las autopistas interestatales, y las rutas federales y el resto de carreteras estatales, la Ruta Estatal de California 41 es administrada y mantenida por el Departamento de Transporte de California por sus siglas en inglés Caltrans.

## Cruces
La Ruta Estatal de California 41 es atravesada principalmente por la  US 101  en Atascadero
 SR 198  en Lemoore
 SR 99  en Fresno
 SR 49  en Oakhurst.